# ADサンカエターノ
ADサンカエターノ (ポルトガル語: Associação Desportiva São Caetano) は、ブラジル・サンパウロ州サンカエターノ・ド・スルを本拠地とするサッカークラブである。

## 概要
1989年に設立（実質的な始動は1990年）という若いクラブながら、2000年、2001年のカンピオナート・ブラジレイロ・セリエAでは準優勝、2002年のコパ・リベルタドーレスでも準優勝を果たした。
2004年10月27日、サンパウロFCとの試合中にDFセルジーニョが心臓発作で倒れた。クラブのスタッフはセルジーニョの心臓に問題があることを知っていながら試合に出場させたため、彼が急死した責任を問われ、勝ち点24を剥奪され下位に沈んだ（ちなみに、当時の監督は後に大分トリニータやジュビロ磐田の監督を務めたペリクレス・シャムスカである）。

## タイトル

### 国内タイトル
- カンピオナート・パウリスタ : 1回
  - 2004

### 国際タイトル
なし

## 過去の成績
| セリエA優勝 | セリエA準優勝 | 上位リーグ昇格 | 下位リーグ降格 |
| シーズン | リーグ  | 順位     | 勝点     | 試合数   | 勝       | 分       | 敗       | 得点     | 失点     |
| -------- | ------- | -------- | -------- | -------- | -------- | -------- | -------- | -------- | -------- |
| 2006     | セリエA | 19位     | 36       | 38       | 9        | 9        | 20       | 37       | 53       |
| 2007     | セリエB | 10位     | 53       | 38       | 13       | 14       | 11       | 45       | 39       |
| 2008     | セリエB | 9位      | 54       | 38       | 14       | 12       | 12       | 61       | 55       |
| 2009     | セリエB | 7位      | 54       | 38       | 15       | 9        | 14       | 52       | 38       |
| 2010     | セリエB | 10位     | 52       | 38       | 14       | 10       | 14       | 50       | 52       |
| 2011     | セリエB | 15位     | 51       | 38       | 12       | 15       | 11       | 57       | 51       |
| 2012     | セリエB | 5位      | 71       | 38       | 20       | 11       | 7        | 58       | 38       |
| 2013     | セリエB | 19位     | 36       | 38       | 9        | 9        | 20       | 45       | 59       |
| 2014     | セリエC | 17位     | 21       | 18       | 6        | 3        | 9        | 13       | 19       |
| 2015     | セリエD | 5位      | 23       | 12       | 7        | 2        | 3        | 26       | 8        |
| 2016     | セリエD | 参戦せず | 参戦せず | 参戦せず | 参戦せず | 参戦せず | 参戦せず | 参戦せず | 参戦せず |

## 歴代監督
- ネルシーニョ 2003
- ラマーニョ 2004
- シャムスカ 2004
- クルピ 2005

- ドリヴァウ・ジュニオール 2006-2007
- バドン 2008-2009
- セルジオ・ソアレス 2009
- アントニオ・カルロス 2009-2010

## 歴代所属選手

### DF
- ゼ・カルロス 1993
- ルッソ 2002

- ジウベルト 2004
- デジマール 2007

### MF
- / ロジェール・ゲレイロ 2000-2002
- マンシーニ 2001
- ホベルッチ 2002
- / マルコス・セナ 2002
- バウド 2003

- ミネイロ 2003-2004
- / サミール 2006
- エヴェルトン・リベイロ 2008-2010
- リバウド 2013

### FW
- セルジーニョ・シュラッパ 1991-1993
- トゥーリオ・マラヴィーリャ 2000
- アウミール 2001
- ミューレル 2001-2002
- エリベウトン 2003

- バルレイ 2003-2004
- エジウソン 2005
- ジエゴ・タルデッリ 2006
- ルイゾン 2007-2008
- クリスティアン 2010